# Myrne (obwód tarnopolski)
Myrne (ukr. Мирне; do 1964 roku Telacze) – wieś na Ukrainie, w obwodzie tarnopolskim, w rejonie tarnopolskim.
Jan Buczacki-Litwinowski darował wieś Telacze w powiecie halickim swojemu dworzaninowi Janowi Czermieńskiemu z Czermna w powiecie bieckim. 
W II Rzeczypospolitej wieś w powiecie podhajeckim województwa tarnopolskiego.
We wrześniu 1939 r. nacjonaliści ukraińscy z OUN-UPA zamordowali tutaj 11 Polaków.
Do 2020 w rejonie podhajeckim.

## Zamek, dwór
Pod koniec XIX w. na wzgórzu nad wsią znajdowały się pozostałości zamku a w samej wsi dwór otoczony parkiem krajobrazowym.

## Urodzeni
- Zenon Cywiński